# 생디칼리슴

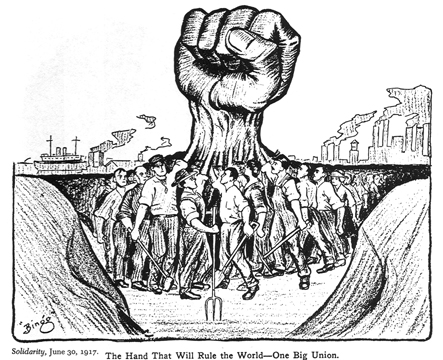

생디칼리슴(프랑스어: Syndicalisme, 독일어: Syndikalismus, 문화어: 산디칼리즘)은 노동운동의 좌익에서 특히 혁명적인 조류로서, 노동자들을 산업에 따라 조직하여, 파업으로 요구를 관철시켜 나가고, 최종적으로는 생산수단과 경제 전반을 노동자들이 통제하자는 이념이다. 19세기 말 프랑스에서 출현했으며, 제2차 세계대전 이전까지 전세계적으로 큰 영향을 떨쳤다.
주요한 생디칼리스트 조직으로는 프랑스의 일반노동총연맹, 에스파냐의 전국노동총연맹, 이탈리아 생디칼리스트 연합, 독일 자유노동자연합, 아르헨티나 지역노동자연맹 등이 있다. 또한 미국의 세계산업노동자연맹, 아일랜드 운수일반노동조합, 캐나다의 단일거대노조 등은 스스로 생디칼리스트 조직이 아니라고 했지만, 대부분의 역사학자들은 이 조직들 역시 생디칼리슴 조류에 포함된다고 여긴다.

## 어원 및 용어
“생디칼리슴”이라는 말은 프랑스어다. 프랑스어에서 “생디카(프랑스어: syndicat)”란 곧 노조를 의미한다. 그래서 정작 생디칼리슴의 원산국인 프랑스에서 “생디칼리슴”이라는 말은 본 항목에서 설명하는 개념이 아니라, 일반적 의미에서의 노조운동(trade unionism) 전반을 가리키는 말이다. 본 항목에서 설명하는 “생디칼리슴”이란 1903년 프랑스의 사회주의 언론들에서 혁명적 생디칼리슴(프랑스어: syndicalisme révolutionnaire)이라는 개념으로서 처음 등장했고, 프랑스 일반노동총연맹(CGT)에서 이 “혁명적 생디칼리슴”을 자기들의 노선을 설명하는 표현으로 채택했다. 이후 프랑스 밖의 노동운동계에서 이 노선을 수용함에 따라, 다른 언어들에서는 “혁명적”이 생략되어 “생디칼리슴”이라는 말이 곧 혁명적 생디칼리슴을 의미하는 것이 되었다.
각 언어에서 노동조합을 의미하는 표현으로 번안을 거치지 않고 프랑스어 용어를 그대로 이식한 것은 종종 비판의 대상이 되었다. 북중유럽의 생디칼리슴 반대자들은 생디칼리슴을 외래적이고 심지어 위험한 것으로 낙인찍기 위해 특히 이 점을 이용했다. 1908년 독일노동조합자유협회가 생디칼리슴을 자기들 노선으로 채택했을 때, “외국 이름”을 사용하는 것에 대한 반발이 두려워 처음에는 생디칼리슴이라는 용어를 사용하지 않았을 정도였다.
랠프 달링턴, 마르셀 판 데어 린덴, 웨인 소프 등 많은 역사학자들은 “생디칼리슴”이라는 개념을 스스로 생디칼리스트가 아니라고 주장한 조직이나 운동들에 대해서도 적용하고 있다. 예컨대 미국의 세계산업노동자연맹(IWW)은 자기들의 산별노조주의가 “생디칼리스트들이 제안하는 것보다 더 높은 형태의 혁명적 노동조직화”라고 주장했지만, 이들 역사학자들은 IWW를 생디칼리스트 조직으로 분류한다. 판 데어 린덴과 소프는 “생디칼리슴”이라는 말을 “모든 혁명적 직접행동 지향의 조직”에 대해서 사용한다. 달링턴은 생디칼리슴을 공산당이나 기타 사회주의 정당이 지도하지 않는 혁명적 노동조합운동(revolutionary trade unionism)으로 재정의하자고 주장한다. 달링턴과 판 데어 린덴은 이 광의의 생디칼리슴 범주 안에 떨어지는 운동과 조직들 사이의 공통짐이 차이점을 압도할 만큼 크므로 이러한 범주화가 정당하다고 주장한다.
래리 피터슨, 에릭 올센 같은 학자들은 이러한 넓은 정의에 동의하지 않는다. 올센에 따르면 이러한 이해에는 “산별노조주의, 생디칼리슴, 혁명적 사회주의 사이의 구분을 흐리는 경향”이 있다. 피터슨은 “생디칼리슴”을 정의할 수 있는 다섯 가지 기준을 다음과 같이 제시하기도 했다.
1. 중앙집권보다 분권화를 선호한다.
2. 정당정치를 반대한다.
3. 총파업을 최고의 혁명무기로 간주한다.
4. 국가를 “분권화된 경제조직으로서의 사회”로 대체하고자 한다.
5. 노동조합을 자본제 사회 이후 신세계의 기본 사회구성단위로 간주한다.

이러한 정의를 적용한다면 IWW와 캐나다의 OBU 같은 조직은 생디칼리스트 조직이 아니다. 피터슨은 협의의 생디칼리슴인 프랑스의 혁명적 생디칼리슴과 협의의 생디칼리슴에 포함되지 않는 IWW 및 OBU 같은 조직들을 모두 포괄할 수 있는 범주로 “혁명적 산별노조주의(revolutionary industrial unionism)”를 제안했다. 이 집단들을 정의할 수 있는 공통점은 모든 노동자들을 하나의 일반조직으로 단결시키는 것을 추구했다는 것이다.
이하 본론에서 “생디칼리슴”이란 소수설에서 말하는 “혁명적 산별노조주의” 내지 다수설에서 말하는 “광의의 생디칼리슴”을 의미한다.

## 이론
생디칼리슴은 19세기 말부터 본격적으로 시작된 산업화에 의해 착취되는 노동자들이 자본주의 사회를 노동 조합을 통해 붕괴시키기 위해 만들어졌다. 목적부터, 생디칼리슴은 '이론'보다는 '실천'을 중시하는 사상이었다. 때문에, 생디칼리스트들은 이론형 좌파와, 비-실천 사회주의자들 또한 자본주의자나 민족주의자와 동일시한다. 이들은 진정한 노동 해방이 이루어지려면, 이론 형성에 열중하기 보다는 혁명적 노동 운동이 전 사회적인 영향을 줄 수 있느냐를 연구해야 한다고 주장한다. 이는 한 때 생디칼리슴 운동이 태동했던 프랑스에서 오늘날의 프랑스 노동 운동의 전략이 발달한 이유가 될 것이다. 생디칼리슴의 기초적인 이론들은 자유지상주의적 사회주의, 반권위주의, 반자본주의, 반국가주의, 탈민족주의, 계급혁명, 민주주의, 산업 민주화, 국제주의들이었다. 그러나 정당과의 연대 없는 생디칼리슴 운동은 점점 쇠퇴해갔다. 때문에 이론적인 배경에서도 현실에 맞게 수정되었다.
정치-사회적인 면에서 생디칼리슴은 프루동주의와 마르크스주의의 철학적 성격을 내포하고있다. 생디칼리슴은 기본적으로 무신론을 따르고 있기 때문에 처음 나타날 때는 종교의 존재를 부정했지만 현대에 와서 종교를 민주적으로 완전히 없애는 것이 불가능한 일이기 때문에, 사회적인 면에 있어서 종교의 관습을 최소화 시키는 운동을 하고 있다. 일반적으로 동성애자의 권리와 종교를 믿지 않는 무교 여성의 권리를 지원하며, 낙태의 자유 또한 지지하고 있다.
정치적인 면에서는 과거 노동 조합을 통한 파업 행위로 자본주의 사회를 전복시키는 것이 아닌, 시장경제의 필요성을 이해하고 자유지상주의적 사회주의 양상의 운동을 하고 있으며, 거의 대부분 아나키스트와 사회주의자들과 함께 활동을 한다. 생디칼리스트들은 생디칼리슴이 생기기부터 국제적으로 거대한 국제 노동 조합들과 연대를 가지고 있기 때문에 19세기 후반만 해도 전 세계의 노동 조합을 움직여 세계 파업에 들어갈 정도로 세력이 강했다. 이 같은 것을 추진해오던 생디칼리스트들의 파업을 막기위해 여러 국가들은 중요 산업 기관을 국영화시키거나 다른 직종에 비해 근무 환경을 훨씬 높이는 등 집산주의 정책을 실행하여 기본적으로 생디칼리슴 대열에 낄 필요가 없는 구조로 만들어 놓았고 그 때문에 생디칼리슴은 점점 쇠퇴해간다. 그리고 이러한 중요한 생산 라인의 국영화는 각 국가가 고도로 발전할 때마다 심해졌고, 생디칼리즘 운동은 사회의 자본주의적 발전이 달성될수록 그 영향력이 극히 미미해져갔다. 이 상태에서 생디칼리스트들은 국제주의 아나키즘 운동이 아니면 필연적으로 생디칼리슴은 살아남을 수 없다고 판단, 여러 생디칼리스트 조직은 현재까지도 국제주의적인 운동으로 진행되고 있다.
과거의 생디칼리슴은 현재의 생디칼리슴과 차이가 매우 컸다. 과거에서의 생디칼리슴은 쉽게 말하자면, 사회주의 체제라는 과도기적 기간이 없이 바로 공산주의에 해당하는 사회 즉, 완전 공동 생산의 체제를 만들려고하는 극좌 모험주의적 성향을 지닌 사상이었다. 스탈린주의의 공산주의 이론에서는 프롤레타리아 독재라는 반드시 거쳐야하는 과도기적 기간을 정해놨는데 이는 관료주의가 생겨나 어떠한 형태로든 권력 남용 현상이 재발하고 그것을 불러오기 때문에 권위주의적인 이론이라고 해석하였기 때문이다. 하지만 현재는 주로 사회주의 내지는 공산주의 계열과 같이 활동을 하고 있다.
경제적인 면에서는, 과거 같았으면 노동자들로 구성된 완전 협동 생산 체제를 지향하나 현대에 들어서 생디칼리슴은 자본가의 권위와 노사 간의 양극화를 최대한 축소시키는 것을 목표로 하여 기본적으로 자본주의 사회는 노동자들이 발생시키는 노동력이 요구하는 분배가 자본가로부터 제대로 분배되지 않는다고 주장하고 있으며, 필요에 의한 정확한 분배를 통한 합리적인 노사 관계를 지향하고 있다. 그러나, 합리적인 노사 관계를 유지하기 위해 필요한 노동자들과 자본가들의 '권위' 양극화를 해소하기 위해 생디칼리슴은 적극적인 파업과 노동 운동을 요구한다.

## 역사

### 생디칼리슴의 시초
프랑스의 구체제 노동 조합에서 보여준 노동자들의 결집력은 다른 유럽 국가에 비해 그 수준이 매우 높았다. 이때까지는 '노동 해방' 경제 문제가 민주주의의 도래라는 정치 문제와 분리되지 않은 상태였고, 프롤레타리아들은 계급 갈등의 의미를 충분히 인식하지 못했다. 제2 제정기에 이르러 자본주의가 더욱 발전하게 되고 노동 계급이 수적으로 증가하게 되면서 프롤레타리아 해방을 위한 투쟁 조직을 만들기 위한 열망은 더욱 커졌고, 그것은 프랑스 노동자들의 만국 박람회 참가와 제1인터내셔널(1864)의 성립과 더불어 가시화되었다. 제국정부가 노동자들의 단결권과 파업권을 인정하는 법령을 1864년에 통과시키면서 1864년 파리 제화공들이 최초로 조합을 결성하였고, 1862년에 상조회 형태로 1,600명의 회원을 거느리고 있던 파리 식자공들이 1867년에는 그들의 조직을 조합으로 전환하여 2,131명의 조합원을 거느리게 되었다. 그러나 이들은 아직도 장인 전통을 강하게 지니고 있었던 숙련공 조직으로서 상호 부조에 중점을 두는 온건한 형태에 머물렀고, 코뮌에 대한 철저한 진압으로 프랑스의 프롤레타리아들은 수뇌부가 괴멸된 어려운 상황이었지만, 조합들이 곧 조직을 재정비하여 노동 조합 운동은 계속되었다.
코뮌 이후 최초의 노동 조합 조직화는 1872년 공화파 저널리스트 바르브레(Barberet)에 의한 '노동자 친목 연합' 내의 노동 조합 결성 노력으로 나타났다. 이러한 움직임은 정부에 의해 즉각 저지되었는데 그 대신에 1876년 전국 노동자 대회의 개최가 허용되었다. 이 대회에서는 코뮌 이후의 정치 현상에 대한 불만과 함께 부르주아화한 지식인들에 대한 불신을 드러내보였다. 1878년에는 리옹에서 두 번째 전국 노동자 대회가 열리게 되었는데 이 무렵 파리 코뮌으로 인하여 외국에 나가있던 명망 있는 사회주의자들이 프랑스에 귀국했다. 그 대표적인 인물이 쥘 게드(Jules Guesde)였다. 정부는 이 대회를 중지시켰다. 그러자 게드는 이러한 정부 처사에 대해 투쟁함으로써 1879년 마르세유 전국 노동자 대회에서 마르크스주의를 표방하는 게드주의자들이 노동자 대회의 주도권을 장악할 수 있게 되었다. 이를 계기로 게드는 사회주의 정당을 결성, 노동 조합 활동을 정당 보완적 위치로 바꾸려고 하였다.
이 시기에는 인쇄공, 통 제조공, 은 가공자, 제련공, 마구공 등 수공업 상태에서 제품을 생산하는 노동자들이 직능 별로 노동 조합을 결성하고 있었고 반산업화된 모자 제조공도 노동 조합을 결성, 1897년에는 최초의 전국 연맹 조합을 조직하기 이르렀다. 산업화한 광업과 섬유 공업 외에 철도 노동자들도 노동 조합을 조직했다. 1881년까지 500개의 지방 노동 조합이 설립되었는데 그 중 150개, 6만명의 조합원을 갖는 노동 조합들이 파리에 자리잡았다. 조판공들에 의한 전국 연맹 조합이 결성된 것도 1881년의 일이었다.
1884년 발데크 루소법이 선포됨으로 노조 조직인 생디카가 합법적으로 인정되면서 프랑스 노동 계급의 발전은 가속화되었다. 그런데 이 법은 노동 조합 간부 명단과 노동 조합 강령의 등록을 요구하였기 때문에 전면적인 노조를 인정한다고는 할 수 없다. 그럼에도 불구하고 1884년 이 법에 입각하여 1886년 생디카 전국 연맹이 결성되었으며 이 연맹은 게드주의자들의 수중에 장악됨으로써 정치 세력 강화를 위한 도구가 되었다. 한편, 1888년 르부스카에서 개최된 전국 노동자 대회에서는 총파업이 거론되어 총파업이야 말로 프롤레타리아에게 해방을 가져다 줄 수단이라는 점과 노동자와 정치가는 구분되어야 하며 이러한 구분에 입각한 혁명 군상으로서의 노동 조합의 성격 규정이 결의 되었다. 그런데 이 결의는 게드주의자들의 주장과는 대립되는 것으로 '생디카 연맹'이라는 별도의 연맹체의 성립을 가져왔다.
정치적 조직으로부터 독립된 노동 조직을 건설하려는 움직임은 노동자들의 지역적 기관인 '노동거래소(Bourse du Ttavail)의 발전에서 시작되었다. 최초의 노동 거래소는 1887년 파리에서 만들어졌다. 노동 거래소는 시 당국들이 노동자들에게 안전하고 편리한 모임의 장소를 제공해 주는 것으로부터 출발하였다. 노동거래소는 노동자들의 구직을 위한 직업 소개소의 역할뿐만 아니라 지역 노조 연맹들의 본부 역할을 하였다. 이러한 노동거래소는 20세기에 들어서기까지 전국에 걸쳐 50여개로 늘어났으며 모두들 이곳 활동에 정치, 당정의 개입을 거부하는 특성을 보여주었다. 1892년에는 10개의 노동 거래소 대표들이 생테티엔에 모여 생디카 연맹과는 별도의 반정치적 성향을 강조하는 노동 거래소 연맹을 조직했다. 이 노동 거래소 연맹은 생디카 연맹에 비해 활동상 두 가지 이점을 가졌다. 보다 적극적인 노동자들을 회원으로 가질 수 있다는 점과 조직이 보다 치밀하게 짜여질 수 있다는 점이다.
그런데 노동 거래소 연맹이나 생디카 연맹은 다 같이 노동 운동선상에 서있는 활동 단체였기 때문에 1893년 합동으로 노동 조합 회의를 갖기로 하였다. 이 즈음에 내무성 장관이 파리 노동 거래소를 폐쇄하는 조치를 취하는 사건이 발생했다. 이로써 노동자들은 정부의 처사에 대해 보다 조직적으로 항의할 필요가 있음을 깨달았고 그와 함께 향후의 노동 운동이 통일적으로 수행되어야 한다는 원칙적 합의를 하기에 이르렀다. 그러나 노동 운동의 통일 작업은 쉽게 성취될 수 없었다. 그것은 무엇보다도 총파업에 관한 인식에서 서로 현저한 차이를 보였기 때문이다. 아나키스트 알르만파들은 총파업을 지지한 반면에 독립 사회주의자, 게드주의자들은 총파업을 반대하였다.
게드주의자들은 정치 활동만이 프롤레타리아를 해방시킬 수 있는 방법이라는 종래의 입장을 계속 강조했으며 이 때문에 노동 운동 세력은 1894년 게드주의자들과 총파업을 지지하는 나머지 분파로 분열되기에 이르렀다. 그 결과 게드주의자들의 트루아에서 대회를 개최하였고, 게드주의자들을 제외한 나머지 파들은 리모주에서 별도의 회의를 개최하였다. 트루아 대회가 300개의 노동 조합을 대표한 반면 리모주 대회는 총 1,662개 노동 조합을 대표했다.
리모주 전국 노동자 대회는 프랑스 제3 공화정기의 노동 운동에 있어 중요한 노동자 대회의 하나이다. 그 이유는 이 대회에서 향후 노동 운동의 주도 세력이 된 프랑스 노동 총연맹(이하 C.G.T.)가 창설되었기 때문이다. 리모주 대회는 C.G.T.의 창설 외에 노동 운동이 추진해야 할 활동 형태로서 총파업 원칙을 재확인했다. 당시의 C.G.T.의 목표는 노동자 해방을 위한 모든 투쟁적 노동자들을 통합하는 것이었기 때문에 C.G.T.는 또한 C.G.T.회원 집단은 정당과는 떨어져 있을 것을 요구했던 것이다. C.G.T.전국 위원회는 노동 조직 대표들로 구성되었으며 노동 운동의 전략을 조정했다. 연례 총회 때는 회원 비회원을 가리지 않고 모든 노동 조직을 초대했다. 노동 운동이 마침내 정치가들의 손에서 벗어난 것이다. 그렇지만 노동 운동의 통일은 달성되지 못했다. C.G.T.와 노동 거래소 연맹은 별도의 독립 기구로 남아 있었던 것이다. 거기다 실질적인 힘도 C.G.T.보다 노동 거래소 연맹이 더 컸다. 1902년 알지에에서 노동 거래소 대회가 열렸을 때에는 노동 거래소 연맹이 어느정도 독자성을 유지한 가운데 C.G.T.가 노동 운동의 통일 세력이 되어야 한다는 원칙이 채택되었다. 이 원칙은 몽팰리에에서 개최된 C.G.T. 총회에서 수용되어 C.G.T.는 노동 거래소 분국과 연맹 분국, 두 개의 부서를 지닌 새로운 형태로 활동을 시작했다. 이러한 C.G.T.는 1906년 아미앵 헌장으로 자신의 비정치적 활동 기준을 표방했고 1906년 5월 1일의 총파업과 1910년의 철도 총파업을 주도하면서 생디칼리슴의 '영웅 시대'를 연출했던 것이다.

### 생디칼리슴 운동 전개
정당 정치로는 노동 운동이 대변될 수 없다는 것이 생디칼리스트들의 주장이다. 일시적 투표로서 의사를 표출하는 간접 활동과 노동자들로서는 어쩔 수 없는 정치적 중개자를 믿어야 한다는 것은 노동자 해방이라는 목표 달성을 불가능하게 하는 것으로 보였다. 그러나 노동 조합에 가입한 많은 노동자들이 개별적으로 지향하는 정치적 성향이 있는 것이며 그와 동시에 보여주는 정치 개입이 있게 마련이다. 따라서 노동 조합이 강조하는 비정치성은 사실상 노동 조합 내에서 노조원들의 탈정치, 즉 정치적 중립을 요구한 것이었다. C.G.T.와 노동거래소 연맹은 기회 있을 때마다 정치 조합들과의 관계에서 중립적임을 강조했고 아미앵 헌장도 노동 조합 내에서 정치 논의나 선전 따위가 행해져서는 안 됨을 명시하였다. 그러기 위해서는 무엇보다도 노동 운동에 대한 정치가의 영향을 차단하는 것이 일차적으로 요구되었다.
이와 같은 노동 운동에 대한 정치의 불간섭 요구 선언은 노동 운동의 본질로 보아 노동 운동은 경제 활동에만 국한된다는 뜻을 담고 있다. 또 노동 운동에 대한 정치 불간섭 그리고 경제적 영역 내에서의 노동 운동의 강조는 노동자들이 정부를 자신들의 목적 달성을 위한 수단으로 보지 않음을 반영하는 것이기도 하다. 무엇보다도 사회를 통한 노동자들의 목적 달성을 부정하는 것이었다. 생디칼리슴의 정치 배격은 정부, 사회, 정당을 표적으로 삼고 있었다.
한편으로 생디칼리슴이 표방하는 경제 활동으로서의 노동 운동은 직접 행동에 입각한 고용주에 대한 대항을 의미했다. 직접 행동을 통해 고용주로부터 노동자를 위한 양보를 얻어내는 것이다. 그런데 고용주로부터의 양보는 정부의 방해에 봉착하거나 아니면 정부, 의회를 거친 입법 조치를 통해 획득될 수밖에 없다. 그러므로 노동 운동이 소기의 목적을 달성하려면 정부, 의회 기타 정치 구조에 투쟁하거나 그렇지 않으면 이것들을 이용해야 한다. 따라서 생디칼리스트들이 체제 외부에 머물러 있으려 하면서 동시에 노동 운동을 등에 업고 정부의 힘을 빌린 것은 당연한 귀결이었다.
1881년 사설 직업 소개소를 통한 취업이 노동 운동에 대한 탄압 활동이라고 의회에 탄원되면서 이에 대한 의회의 조치에 주목을 하게 되었다. 처음에는 하원을 통과하여 1900년에는 직업 소개소 폐쇄 조치가 내려졌지만 1902년에 상원에 상정되어 부결되었다. 그리하여 노동 조합과 고용 당국과의 싸움이 시작되었으며 1903년 파리 노동 거래소와 경찰과의 충돌로 1명이 사망하고 쌍방에 다수 부상자가 발생했다. 잇달아 많은 파업과 시위가 일어났으며 1904년 3월에 와서야 이 조치는 상원을 통과하게 되었다.
C.G.T.는 1889년 이래 계속 논의되어 오던 1일 8시간 노동안을 1906년 5월 1일 노동절을 기해 행동으로 표시하기로 결정했다. 5월 1일이 임박해짐에 따라 전국에 걸쳐 많은 파업들이 발생했고 20만명 정도가 파업에 가담했다. 그러나 최종 순간에 수상 클레망소는 파업 계획안을 발견하고 C.G.T. 서기장인 그리튀에르, C.G.T. 부서기장인 푸제, C.G.T. 재무 담당관 레비 그리고 다른 파업 주동자들을 체포했다. 이리하여 1일 8시간 노동 요구의 총파업은 거사 이전에 실패로 끝나버렸다. 이러한 상황하에서 C.G.T.의 비정치성은 반의회, 반정부로 더욱 심화되었다.
또한 C.G.T.는 반군부 운동, 반애국 운동으로까지 나아갔다. 정부는 주요 파업이 발생할 때마다 군대를 불러 질서를 회복하였기 때문에 노동자들은 군대란 고용주를 위한 보호 수단이라고 생각했다. 그리고 부르주아들은 노동자들의 애국심을 이용해 노동자들을 징집하여 결국 부르주아 이익을 보호한다고 생각되었다. 다시 말해 국가는 자본주의 기구로서 프롤레타리아는 애국심을 통해 부르주아에 이용된다는 것이다. 따라서 C.G.T.가 반애국주의를 표방한 것은 노동자주의를 강조하는 생디칼리슴 극단의 발현이기도 하였으며 노동 계급의 직접적 이익을 보호한다는 명분과 세계 평화를 위한다는 타당성을 갖기도 하였다. 이러한 토대 위에서 1911년 10월 노동 거래소부와 연맹부에서는 전시에 동원령을 부정하고 혁명적 총파업으로 대응해야 한다는 결의를 하였다. 전시에는 국가를 부정하는 반애국주의에 이르고 일상에서는 탈정치를 강조하는 생디칼리슴의 비정치성은 우선 배반을 당했다는 배신감에서 비롯되었다고 해도 과언은 아니다.
생디칼리슴의 비정치성이 배반감에서 비롯되었다면 거기에는 특히 지식인들의 배반이 크게 작용했다. 노동 운동을 바탕으로 의회에 진출한 '출세 제일주의자들'이 생디칼리슴 내에 반의회 감정을 불러일으킨 것은 당연한 일이었다. 그런데 생디칼리슴이 반정치적 성향을 강하게 보이게 된 결정적 계기는 무어라해도 미예랑 사건이었다. 미예랑은 발데크 루소 정부에 들어가서 활동을 하였으며 그는 노동자의 계급 해방을 위해선 생산 수단의 사회화를 주장하는 사회주의자였다. 그런데 미예랑의 입각에 따른 노동 운동의 여건 개선은 사실상 아무것도 이루어지지 않았다. 따라서 노동 조합 내에는 미예랑과 미예랑을 지지하는 사회주의자들에게 적의를 갖는 세력이 커져갔다. 결국 이것은 노동 조합의 정치에 대한 불신을 심화시켰으며 1906년 아미앵 헌장을 통해 노동 운동과 정치와의 절대 분리로 표출되었다.
생디칼리슴의 비정치성을 강화시킨 노동자들의 배반감은 1910년 브리앙의 전향으로 그 절정에 달했다. 1910년 철도 총파업이 선언되었을 때 노동 운동 중 총파업 원칙을 강력히 지지했던 브리앙이 내무상으로 국무 회의를 주도했다. 그러한 브리앙이 곧 바로 계엄령을 선포, 철도 인부들에 동원령을 발동시켰으며 군법 회의로 작업을 강요했다. 1899년 한 때 사회주의자 모임에서 총파업 원칙을 채택하게 함으로써 득의양양해 하던 브리앙이 이제는 조국에의 의무를 강조했던 것이다.
생디칼리슴이 비정치성을 표방한 데에는 지식인들과 독립적 사회주의자들에 대한 배반감 외에도 제3공화국이 보여주는 도덕적 타락이 크게 작용하기도 했다. 제1공화국이 공공의 도덕성에 높은 가치를 부여한데 반해 제3공화국은 그것을 냉소하였던 것이다.
1887년 파리 군사령관의 재판에서 재판 기록이 함부로 변경되었음이 드러났고 그것은 정권 자체에 책임이 있다는 여론이 들끓어 대통령 그레비(J. Grevy)가 사임하고, 마리 프랑수아 사디 카르노(S. Carnot)가 대통령으로 선출되었다. 이 사건으로 그레비의 사위 윌송(D. Wilson) 하원 의원은 법정 투쟁 끝에 의원직을 고수하게 되었다. 그리고 1889년 파나마 운하 건설 회사의 실패도 커다란 스캔들을 불러일으켜 정치 불신을 가중시켰다. 파나마 운하 건설 회사는 건설에 따른 자금난을 타개하기 위해 의원들을 매수했다는 보도가 나오고, 의원 매수 사건은 매수자의 자살로 끝나는 듯했으나 건설 자금 확보를 위한 복권 판매를 둘러싸고 또 다시 의원 매수가 문제되어 전체적으로 5명의 전직 장관을 포함한 많은 상·하원 의원들이 유죄 선고를 받음으로써 종결되었다.
노동자들이 느끼는 기술자와 부르주아들에 대한 배반감, 그리고 프랑스 제3공화국이 보여주는 도덕적 타락 외에 프랑스 제3공화국 정부의 사회 입법에 대한 소극성과 냉담함은 생디칼리슴 내의 비정치적 태도를 심화시키는데 기여하였다.

### 쇠퇴
정부는 지배 계급의 대행 기관이고 국가는 자본주의의 도구라고 보던 생디칼리스트들은 1911년 반군부주의·반애국주의하에서 어떠한 선전 포고에게든 노동자들이 취할 태도는 총파업이라고 결의한 바 있다. 이 결의는 노동자들의 국제 주의에 입각한 계급 의식의 표현이기도 하였다. 그러나 그것은 무엇보다도 1890년 이후 C.G.T.를 중심으로 구축해온 비정치성에 입각한 이념 구조, 다시 말해 정부, 의회, 정당의 부정을 토대로 심화된 태도의 표시라고 보아야 할 것이다.
그런데 제1차 세계 대전은 C.G.T.가 오랫동안 추구해 오던 이념구조의 근저를 흔들어 놓았다. 전쟁이 일어나자 독일은 프랑스를 침공했다. 따라서 프랑스에 동원령이 내려졌다. 드디어 생디칼리스트들에게 계급 투쟁에 입각한 정부, 의회, 정당의 거부, 반군부성, 반애국주의, 사회주의 국제주의의 총체적 표출인 총파업을 단행될 때가 온 것이다. 그런데 프랑스 노동자들은 동원령에 반대하는 총파업보다는 장 조레스의 암살에 대한 슬픔을 먼저 표시했다. C.G.T.의 서기장으로 있던 생디칼리스트 주오(L. Jouhaux)도 동원령에 응했고, 당시 프랑스의 노동자들 모두가 독일 제국주의에 대한 증오로 전쟁에 나아갔다. 요컨대, 1914년 8월의 노동 운동 지도자들의 태도는 전쟁에 반대하는 총파업을 결의한 것보다 더욱 정확하게 노동자 대중의 감정과 인식을 대변한 것이다.
생디칼리슴은 1880년대로부터 1914년 제1차 세계 대전에 이를 때까지 절정에 있었으며 제1차 세계 대전 이후 급격히 쇠퇴하였다. 생디칼리슴의 성격을 한 마디로 규정하기란 어려운 문제이다. 간단히 말해, 그것은 생디칼리슴이 이론보다는 실천을 강조하기 때문이다.
일반적으로 말해서 생디칼리슴은 1870년대 이후 노동 운동이 생산자 조합 운동으로부터 혁명을 통한 해방 운동으로 전환되면서 정당이나 의회 활동을 불신하고 직접 행동을 핵심적으로 강조하게 되어 나타난 노동자들의 행동 체계이다. 생디칼리슴은 기존 체제를 비판하면서 생디카를 지방 경제 단위이자 행정 단위로 간주하고 그것들의 연합에 의거하여 생산자가 직접 통제하는 산업 정부적 사회를 이상적 미래 사회로 본다. 생디칼리즘슴의 동조자, 즉 생디칼리스트들은 일단의 모든 국가와 정부를 자본주의 통치 기구로 보면서 자본주의적 현존 체제에 대한 공격은 정치적이기보다 경제적이어야 하며 무엇보다 직접 행동으로 표출되어야 한다고 주장한다. 그 결과 이들에게는 정당이나 의회보다는 총파업이 가장 유력한 사회주의 실현 방법이 되었다.
이와 같이 생디칼리슴이 직접 행동 중 총파업을 강조하게 된 것은 종전까지 강력히 주장되어 오던 집산주의적인 정치적 혁명 전략이 프롤레타리아에 대해 아무런 직접적 실효를 보여주지 못해 그 타당성이 약화됨에 따라서이다. 노동력뿐인 노동자들에게 노동의 거부야말로 사회에 도전하는 결정적 수단이라고 인식된 것이다. 이것은 또 이상적 사회 건설 방식을 노동자 스스로가 경험적 및 비이론적으로 모색하는 가운데 강화된 바이기도 하다. 이러한 까닭으로 생디칼리슴은 이론이라기보다 운동 그 자체로 파악해야 한다.
보다 직접적으로 말해 생디칼리슴은 C.G.T.의 윈칙과 실천이라고도 정의된다. 물론 C.G.T. 가입자 전체가 생디칼리슴을 수용해서가 아니라 단지 노동자들의 목적 달성을 위해 직접 행동을 중시하고 그러한 행동을 했을 때에, 다시 말해 이론이 아닌 운동으로 구체화될 때에야 비로소 생디칼리슴이자 생디칼리스트로 규정될 수 있다는 생디칼리슴의 본직을 고수하려는 생디칼리스트들이 C.G.T.를 지배했었기 때문이다.

### 발전
20세기 초반에 생디칼리슴은 쇠퇴했지만, 생디칼리슴의 이론적인 면은 각 좌익 사상에 큰 영향을 주었다. 조합주의와 전통 마르크스주의가 혼합되었고 길드 사회주의의 원칙을 따르는 이 다양한 노동 운동의 전략을 제시하는 생디칼리슴은 주로 이론형 좌익이 아닌, 실천, 실전형 좌익들이 신봉하던 사회주의 사상이었다. 하지만, 때로는 그 이론이 왜곡되어 파시즘이 되기도 한다.
우익적인 성향을 보이는 생디칼리슴으로는 사회주의자였던 무솔리니가 형성한 생디칼리슴에 국가주의, 민족주의를 혼합해 특유의 혼합주의적 생디칼리슴인 '파시즘'이 대표적이다 무솔리니는 조르주 소렐의 국민 생디칼리슴에 영향을 받아 파시즘을 형성했다. 초기 파시즘은 민족주의와 애국주의가 결합하여, 생디칼리슴의 반애국주의, 반국가주의 가치에서 역행했지만, 일부분에서는 노동 복지와 노동권 주장, 협동 경제를 지향하는 등 생디칼리슴의 면모를 보여주었다. 하지만, 후에 1930년대 중반부터 무솔리니의 지지층이 우익으로 쏠리면서 초기 파시즘 이론은 우경화되어 현재가 의미하는 '후기 파시즘'과 같은 양상으로 발전되었다. 그로인해 파시즘에서 더 이상 생디칼리슴과 같은 면모를 볼 수 없으며, 오히려 그 반대의 속성을 지니게 되었다.
또한, 아나키스트들은 생디칼리슴을 수용해 아나르코생디칼리슴이란 이론을 형성했다. 현재 아나르코생디칼리슴은 정당 활동을 배제하는 사회적 아나키즘 운동의 대표적인 이론이므로, 현재까지도 이어지고있다. 그 외 다니엘 드 레온과 같은 마르크스주의자들은 생디칼리슴, 공산주의, 반레닌주의 등을 혼합해 좌파 공산주의의 시초가 되는 '레온주의'를 형성했다.
한국의 생디칼리슴 단체는 대표적으로 해방 조선기에 존재했던 거대한 좌익 노동 운동 단체인 조선노동조합전국평의회(약칭 전평)가 있다. 이들은 공산당 계열인 남조선 로동당과 연대를 했지만, 기본적으로는 생디칼리슴 성향이 강했던 단체였다. 이 단체는 1946년 9월에 전국 파업을 실시하여 위용을 떨쳤지만, 우익 청년단과 미군정 경찰에게 얼마 안 가 진압당했다. 1947년에도 미세한 파업을 주도하지만, 영향력을 발휘하지 못했으며 1948년 대한민국 정부에 의해 불법, 이적 단체로 분류되었다. 그리고 그것은 전평의 해산을 의미했다.

## 같이 보기
- 사회주의
- 자유지상주의적 사회주의
- 총파업
- 직접 행동
- 아나키즘
- 아나르코생디칼리슴
- 조르주 소렐

## 관련 서적
- Melvyn Dubofsky, We Shall Be All: A History of the Industrial Workers of the World, Quadrangle Books, 1969.
- William Z. Foster, Syndicalism (with Earl Ford), Chicago, 1913.
- Lenny Flank (ed), IWW: A Documentary History, St Petersburg, Florida: Red and Black Publishers, 2007.
- Dan Jakopovich, Revolutionary Unionism: Yesterday, Today, Tomorrow, New Politics, vol. 11, no. 3 (2007).
- James Joll, The Anarchists, Cambridge, Massachusetts: Harvard University Press, 1980.
- James Oneal, Sabotage, or, Socialism vs. Syndicalism. St. Louis, Missouri: National Rip-Saw, 1913.
- David D. Robert, The Syndicalist Tradition and Italian Fascism, University of North Carolina Press, 1979.
- Rudolf Rocker, Anarcho-Syndicalism: Theory and Practice, London, 1938; AK Press, 2004.
- J. Salwyn Schapiro, Liberalism and The Challenge of Fascism, Social Forces in England and France (1815–1870),New York: McGraw-Hill Book Co., 1949.
- Lucien van der Walt & Michael Schmidt, Black Flame: The Revolutionary Class Politics of Anarchism and Syndicalism, AK Press, 2009.